# Campionati europei di badminton a squadre 2014
I Campionati europei di badminton a squadre 2014 si sono svolti a Basilea, in Svizzera. È stata la 5ª edizione del torneo, organizzato dalla Badminton Europe.

## Podi
| Evento           | Oro       | Argento     | Bronzo             |
| Torneo maschile  | Danimarca | Inghilterra | Finlandia Germania |
| Torneo femminile | Danimarca | Russia      | Bulgaria Germania  |